# Grupo La Firma
El Grupo La Firma es una agrupación musical mexicana originaria de la ciudad de San Nicolás de los Garza, Nuevo León, México surgida en el año de 1996, cuando Juan Cárdenas y Adrián González aliaron su talento junto al joven compositor y cantante Luis "Louie" Padilla junto con otros 9 miembros para crear un concepto muy innovador al combinar los ritmos de jazz, norteño, tex-mex, entre otros, con el inconfundible sabor grupero para así obtener un grupo totalmente original: La Firma.

## Historia
Su nombre surge cuando la agrupación buscaba firmar un contrato con alguna compañía disquera y así comenzar su vida musical. Fue Sony Music quien les dio el respaldo a estos jóvenes, lanzando en el año de 1998 su primer material discográfico denominado Como Una Estrella.
Fueron 12 temas incluidos en este rock, y todos de la autoría de su vocalista, Luis "Louie" Padilla quien cuenta con una talentosa y productiva carrera como cantante y compositor.
Del primer disco, se desprendió el primer sencillo titulado "La Culpable", canción que logró estar en los primeros lugares de audiencia en estaciones de radio en varios estados del país. Y también, de esta misma producción, salieron los sencillos "Por Tenerte", "Mía", de los que se realizaron videos en formato de cine.
Para el año 2000, la agrupación decide lanzar su segundo material discográfico. Este fue el álbum llamado "Para Recordar" conteniendo en él 13 temas inéditos.
Se incluye en este disco la canción titulada "La Llamada", la cual logró consolidar al grupo "La Firma" al rebasar todos los estatus sociales. Su compañía disquera le otorgó el Disco de Oro por rebasar las 100,000 copias vendidas de este material. De igual manera, la canción "Cómo Olvidarla" fue un rotundo éxito incluido en este álbum.
Con la idea de penetrar en más público, se grabaron los temas de "La Llamada" y "Ojalá" en versión pop.
De esta manera el grupo fue nombrado "Revelación del Momento", ganando el premio Furia Musical por esta misma nominación.
Al ver que su anterior producción causó tan buena satisfacción a su audiencia, el grupo decidió sacar su tercera producción en el año 2001 llamado Por El Amor De Una Mujer la cual contiene 15 temas, entre ellos, la canción que titula al álbum, "Por el amor de una mujer", un dueto realizado entre "Louie" Padilla, y Ricardo Muñoz, vocalista de Intocable. 
El primer sencillo que se cortó de este disco, es la balada titulada "Qué pasará", de la cual, se grabó un videoclip en la ciudad de Cuernavaca, Morelos.
En ese mismo año, su noble corazón les lleva a grabar una canción para 'Vivan los niños, un teletón que realiza Televisa Monterrey, que recauda fondos para niños de escasos recursos.
Luego de estos logros, La Firma toma un receso en su carrera de 2 años donde deciden: renovarse o morir.
Después del receso, la agrupación sufrió cambios en los integrantes, ya que Alberto de León y Rudy Wong salen, y toman su lugar Mark Tovar, en los teclados, y quién había trabajado en la compañía disquera Serca Music; y Andrés Pruneda, quien ocupó las percusiones después de una serie de audiciones.
Así, La Firma graba en el año 2003 su cuarta producción discográfica bajo el nombre de Laberintos, del cual salieron los sencillos A mí qué me importa y Si ella supiera.
Para la grabación de este álbum, se tuvieron a varios músicos como invitados que se incluyen a los ya exintegrantes de la agrupación, a "El Campa", acordeonista de "El Gran Silencio", y a Ricardo Muñoz, vocalista del grupo Intocable.
En el año de 2004, la agrupación grabó un tema para la compañía televisora Televisa Monterrey, convirtiéndose en la imagen de esta misma.
Tuvieron que pasar casi 2 años más para que La Firma reapareciera en el terreno discográfico. En el año 2005, la agrupación da a luz una nueva producción llamada Lo mejor de mi vida, la primera producción bajo el sello de Serca Music, y en la cual los integrantes del grupo se ocuparon 9 meses en la realización de este, como si fuese un bebé, para brindarle a sus seguidores un material de alta calidad. Este disco salió a la venta el 10 de mayo en los principales negocios de venta de discos de la localidad.
El primer sencillo de este álbum fue la cumbia compuesta por su vocalista Luis Padilla, Lo mejor de mi vida, con la que recuperaron el vacío que dejaron en su ausencia. Asimismo, este disco contiene canciones como "Para olvidarte", "Hay alguien más", "Sigo enamorado", "Por ti", "Tanta soledad", "No habrá piedad", "Le diré", "Lo aprendí de ti", "No sabes querer", "Deja de llorar", y "Así dormida", así como también una versión en reguetón de "Por ti". En la composición de estos temas participaron Luis Padilla, Aarón Martínez, Mauro Muñoz, Adrián González, junto a su amigo Jerónimo Pérez, Mark Tovar, y Eloy Mercado.
En esta producción hubo también cambios en los integrantes del grupo, y salen, por decisión propia, el baterista Adrián González, el bajista Mauro Muñoz y el tecladista Mark Tovar, tomando sus lugares Ignacio Lozano, Eloy Mercado, y Temis Cotera, respectivamente.
Para el año de 2007, el grupo decide grabar su sexto material discográfico, titulado Buena Suerte, el segundo bajo el sello de Serca Music, y ya con todos esos cambios que se mencionaron anteriormente.
El 23 de julio de 2007 fue la fecha en la que salió el primer sencillo de este álbum, la canción llamada Con la intención de lastimarme, de la cual los integrantes grabaron un videoclip en las instalaciones de una fábrica abandonada que perteneció a la Fundidora, en la cd. de Monterrey. Este video corrió a dirección de Ángel Méndez, de T.I.T.A.N. Film & Post.
Con un total de 12 canciones (que originalmente, sólo se iban a incluir 10), los compositores que intervinieron en la autoría de las canciones incluidas en Buena Suerte fueron Luis Padilla, Aarón Martínez, y Eloy Mercado: "Daría", "Con la intención de lastimarme", "Ya se va", "Buena suerte", "Somos diferentes", "Te olvidé", "Soledad", "Suave", "Dos corazones sin suerte", "Ayúdame a enamorarte", "Una llamada más", y "Vete con él".
Después de este lanzamiento, los músicos estuvieron de gira en Estados Unidos al lado del grupo Intocable, por un lapso de tiempo de 2 meses, también, a finales del 2007, se integra a la agrupación Iván Cabriales, en el bajo eléctrico, tomando el lugar provisional de Eloy Mercado.
Para el año 2008, la agrupación decide sacar un disco en vivo. Para esto, se tuvo que grabar el concierto que se presentó el 7 de mayo del mismo año, en el Palenque de la Expoferia Guadalupe, donde "La rúbrica del amor" reunió la mayoría de sus éxitos, para ser de este disco, un especial de colección para sus seguidores.
En este disco se incluyen las versiones Amigo mío (originalmente "Amiga mía"), que había interpretado anteriormente la cantante Yuri y el ya desintegrado Grupo Límite; y Enséñame a olvidarte, éxito de Intocable, en la cual, La Firma hizo una excelente interpretación añadiéndole una muy buena intervención con guitarra eléctrica por parte de Aarón Martínez. Este disco salió a la venta el 10 de febrero de 2009.
Para el año de 2009 el grupo nuevamente entra al estudio, lanzando el 4 de agosto el sencillo promocional Ahora que estas conmigo una ranchera escrita por Louie Padilla.  El 15 de septiembre de 2009, sale a la venta la séptima producción discográfica titulada Momentos y Coincidencias. Este disco contiene 14 canciones con diferentes estilos musicales. La mayoría de las canciones fueron escritas por Louie Padilla pero también tiene composiciones de Aarón "La Pantera" Martínez y otros compositores.
Para el 1.º de noviembre del 2011, ponen oficialmente a la venta su octava producción discográfica titulada Desde Adentro, del cual se desprende como primer sencillo la canción Que Triste Verte Feliz, una ranchera compuesta por Aarón "La Pantera" Martínez. En la grabación de esta canción hubo la colaboración de Ricky Muñoz, acordeón y voz líder del grupo Intocable, con quien ya habían trabajado anteriormente en otro dueto, para la canción que le daría el nombre a su tercer álbum, Por El Amor De Una Mujer. También se cuenta con la colaboración de Óscar Iván Treviño, bajo sexto y voz líder del Grupo Duelo en la canción Ella Es Sólo Mía, de la autoría de la voz líder del grupo, Luis "Louie" Padilla. 
El disco cuenta con 13 canciones más (para un total de 14 tracks) entre cumbias, rancheras y 1 bolero, además de la balada que le da el nombre a esta, su 8.ª producción, Desde Adentro de la autoría también de Luis Padilla. Siendo este disco y el anterior, Momentos y Coincidencias, los más variados en cuestión de ritmos.
A mediados de septiembre de 2012 La Firma da a conocer "Que se vaya", tema que tiene una influencia de Cajun & Zydeco, La Firma incursiona en este género con elementos de blues y jazz. Como parte de su nueva producción discográfica, La Firma lanza su segundo corte promocional a la radio titulado “Lo Siento”, tema de la inspiración de Luis “Louie” Padilla.
El 8 de octubre de 2013 Se da a conocer la novena producción de La Firma Que se titula Disco Negro
Que se constiuye de 12 Temas de la inspiración de Aarón "La Pantera" Martínez y de Luis "Louie" Padilla. 
Cabe destacar que 10 de los 12 Temas que incluye esta producción denominada como Disco Negro son covers que ya han sido grabados por otros grupos como La Mafia, Intocable, Duelo, Intenso Entre otros Los 12 temas que incluye esta producción son
Soy Como No Soy
1. Me Dejé Caer
2. Quiéreme
3. Vivir Sin Ellas
4. Lo Siento
5. En Paz Descanse
6. Momentos
7. Cosas del Amor
8. Ya Ves
9. Voy a Cambiar Por Ti
10. Miedo
11. Que Se Vaya

Es importante señalar que el vocalista y líder del grupo, Luis / Louie / Padilla, y el bajosextero, Aarón Martínez, se han destacado por ser grandes compositores en el ambiente grupero, ya que grupos como Intocable, La Mafia, Pesado, El Poder del Norte, Liberación, Los Invasores de Nuevo León, Límite, La Leyenda, El Pega Pega de Emilio Reyna (antes Pegasso de Emilio Reyna) grupo del que formó parte Louie Padilla como vocalista,y cantantes como Bobby Pulido han grabado temas de su autoría, y que, también, ellos han sido nominados, y llegado a ser ganadores de los premios BMI que se llevan a cabo en los Estados Unidos.

## Integrantes
- Luis "Louie" Padilla  (1.ª Voz)
- Aarón "La Pantera" Martínez (Bajo Quinto)
- Temis Cotera (Teclados)(2.ª voz)
- Iván Cabriales (Bajo eléctrico)
- Rudy Cervantes (Percusiones)
- Jona López (Batería)
- Miguel Cruz (Acordeón)
- Alan Padilla (2.ª voz)
- Leonardo Silva (El que limpia )
- Emilio Del Valle (El tenista)

## Exintegrantes
- Juan Cárdenas (acordeón)
- Alberto de León (teclados)
- Rudy Wong (percusiones)
- Mauro Muñoz (bajo eléctrico)
- Adrián González (batería)
- Mark Tovar (teclados) [Reincorporado en 2012]
- Eloy Mercado (bajo eléctrico)
- Ignacio Lozano (batería)
- Andrés Pruneda (percusiones) salido en 2015 para integrarse a Duelo
- Carlos Leal (acordeón)
- Frankie Chávez (batería)
- Ray Pedraza (percusiones)
- Eliseo Robles Jr. (Voz 1 y Bajo Quinto)

## Discografía
- Como Una Estrella (1998)
- Para Recordar (2000)
- Por el Amor de una Mujer (2001)
- Laberintos (2003)
- Lo Mejor de Mi Vida (2005)
- Buena Suerte (2007)
- Vivo/Live (2008) [Lanzado en 2009]
- [Momentos y Coincidencias] (2009)
- Desde Adentro (2011)
- Disco Negro (2013)
- Disco Blanco (2014)
- Happy 20's [Inevitable] (2017)

Otros:
- 10 de Colección (2007)
- Tesoros de Colección (2014)